# Stimmkreis Starnberg
Der Stimmkreis Starnberg (Stimmkreis 129, ehemals 127/128) ist ein Stimmkreis in Oberbayern. Er umfasst den Landkreis Starnberg sowie die Gemeinden Bernried am Starnberger See, Iffeldorf und Seeshaupt im Landkreis Weilheim-Schongau. Wahlberechtigt waren bei der Landtagswahl vom 14. Oktober 2018 insgesamt 102.086 Einwohner.

## Landtagswahl 2023
Zur Landtagswahl 2023 traten folgende Parteien und Direktkandidaten im Stimmkreis Starnberg an und erzielten folgende Ergebnisse:
| Nr. | Direktkandidat         | Partei           | Erststimmen in % | Gesamtstimmen in % |
| --- | ---------------------- | ---------------- | ---------------- | ------------------ |
| 1   | Ute Eiling-Hütig       | CSU              | 35,0             | 36,2               |
| 2   | Andrea Schulte-Krauss  | GRÜNE            | 21,3             | 21,9               |
| 3   | Matthias Vilsmayer     | Freie Wähler     | 13,7             | 12,3               |
| 4   | Alexander Neumeyer     | AfD              | 8,4              | 8,4                |
| 5   | Christiane Feichtmeier | SPD              | 8,2              | 7,8                |
| 6   | Britta Hundesrügge     | FDP              | 6,7              | 6,6                |
| 7   | Jörg Jovy              | LINKE            | 1,2              | 1,1                |
| 8   | Rudolf Gutjahr         | BP               | 1,2              | 1,0                |
| 9   | Walter Haefeker        | ÖDP              | 1,9              | 1,7                |
| 10  | Matthias Lißmann       | Die PARTEI       | 0,9              | 0,8                |
| 11  | Christina Kreidemeier  | Tierschutzpartei | 1,2              | 1,1                |
| 12  | Sabine Ipek            | V-Partei³        | 0,3              | 0,2                |
| 13  | -                      | PdH              | -                | 0,1                |
| 14  | -                      | dieBasis         | -                | 0,5                |
| 15  | -                      | Volt             | -                | 0,3                |

## Landtagswahl 2018
Die Landtagswahl 2018 hat folgendes Ergebnis:
| Direktkandidat     | Partei               | Erststimmen in % | Gesamtstimmen in % | Veränderung der Gesamtstimmen im Vergleich zur Landtagswahl 2013 in % |
| ------------------ | -------------------- | ---------------- | ------------------ | --------------------------------------------------------------------- |
| Ute Eiling-Hütig   | CSU                  | 30,7             | 31,8               | −12,0                                                                 |
| Christiane Kern    | SPD                  | 8,1              | 8,5                | −10,8                                                                 |
| Matthias Vilsmayer | Freie Wähler         | 11,4             | 10,2               | +3,0                                                                  |
| Anne Franke        | GRÜNE                | 26,7             | 26,5               | +14,5                                                                 |
| Britta Hundesrügge | FDP                  | 9,6              | 9,4                | +0,3                                                                  |
| Bernhard Feilzer   | LINKE                | 2,3              | 2,4                | +1,1                                                                  |
| Rupert Pfänder     | BP                   | 2,0              | 1,7                | −0,8                                                                  |
| Anastasia Kühn     | ÖDP                  | 1,3              | 1,2                | −0,9                                                                  |
| Alexander Kohler   | PIRATEN              | 0,5              | 0,4                | −1,5                                                                  |
| Klaus Radtke       | AfD                  | 6,7              | 6,6                | [+6,6]                                                                |
| Tim King           | mut                  | 0,4              | 0,4                | [+0,4]                                                                |
| Gregor Lange       | V-Partei³            | 0,3              | 0,3                | [+0,3]                                                                |
| -                  | LKR                  | -                | 0,0                | [+0,0]                                                                |
| -                  | Die Humanisten       | -                | 0,0                | [+0,0]                                                                |
| -                  | Die PARTEI           | -                | 0,2                | [+0,2]                                                                |
| -                  | Gesundheitsforschung | -                | 0,0                | [+0,0]                                                                |
| -                  | Tierschutzpartei     | -                | 0,3                | [+0,3]                                                                |

Neben der direkt gewählten Stimmkreisabgeordneten Ute Eiling-Hütig (CSU) wurde die Kandidatin der Grünen, Anne Franke, über die Bezirksliste ihrer Partei in den Landtag gewählt.

## Landtagswahl 2013
Die Landtagswahl 2013 hatte im Stimmkreis Starnberg folgendes Ergebnis:
| Direktkandidat   | Partei       | Erststimmen in % | Gesamtstimmen in % | +/- Gesamtstimmen ggü. 2008 in %-P. |
| ---------------- | ------------ | ---------------- | ------------------ | ----------------------------------- |
| Ute Eiling-Hütig | CSU          | 40,8             | 43,9               | + 6,6                               |
| Tim Weidner      | SPD          | 16,8             | 19,3               | +1,7                                |
| Albert Luppart   | Freie Wähler | 9,2              | 7,3                | 0,0                                 |
| Martina Neubauer | GRÜNE        | 12,7             | 12,0               | - 3,0                               |
| Martin Zeil      | FDP          | 10,7             | 9,1                | - 6,8                               |
| Lutz Hänsel      | LINKE        | 1,3              | 1,2                | - 1,7                               |
| Christiane Lüst  | ÖDP          | 2,5              | 2,1                | + 0,7                               |
| Adolf Bauer      | REP          | 0,7              | 0,5                | −0,2                                |
| Andreas Lintl    | BP           | 3,0              | 2,5                | +1,3                                |
| -                | BüSo         | -                | 0,0                | 0,0                                 |
| -                | Die Freiheit | -                | 0,1                | n.k.                                |
| Tobias McFadden  | PIRATEN      | 2,3              | 2,0                | n.k.                                |

## Landtagswahl 2008
Die Landtagswahl 2008 hatte folgendes Ergebnis:
| Direktkandidat      | Partei       | Erststimmen in % | Gesamtstimmen in % | Veränderung der Gesamtstimmen im Vergleich zur Landtagswahl 2003 in % |
| ------------------- | ------------ | ---------------- | ------------------ | --------------------------------------------------------------------- |
| Ursula Männle       | CSU          | 37,2             | 37,2               | −20,8                                                                 |
| Tim Weidner         | SPD          | 17,3             | 17,6               | +1,5                                                                  |
| Anne Franke         | GRÜNE        | 14,4             | 15,0               | +1,9                                                                  |
| Christine Hollacher | Freie Wähler | 8,5              | 7,3                | +4,3                                                                  |
| Renate Will         | FDP          | 15,2             | 15,9               | +9,6                                                                  |
| Adolf Bauer         | REP          | 0,8              | 0,7                | −0,1                                                                  |
| Christiane Lüst     | ödp          | 1,6              | 1,4                | −0,2                                                                  |
| Gunnar Schweizer    | BP           | 1,4              | 1,3                | +0,3                                                                  |
| -                   | BüSo         | -                | 0,0                | 0,0                                                                   |
| Sieglinde Knöchner  | LINKE        | 2,9              | 2,9                | +2,9                                                                  |
| Johanna Deiringer   | VIOLETTE     | 0,4              | 0,4                | +0,4                                                                  |
| Roland Wuttke       | NPD          | 0,4              | 0,4                | +0,4                                                                  |